# Palazzo in Via Santa Chiara 26

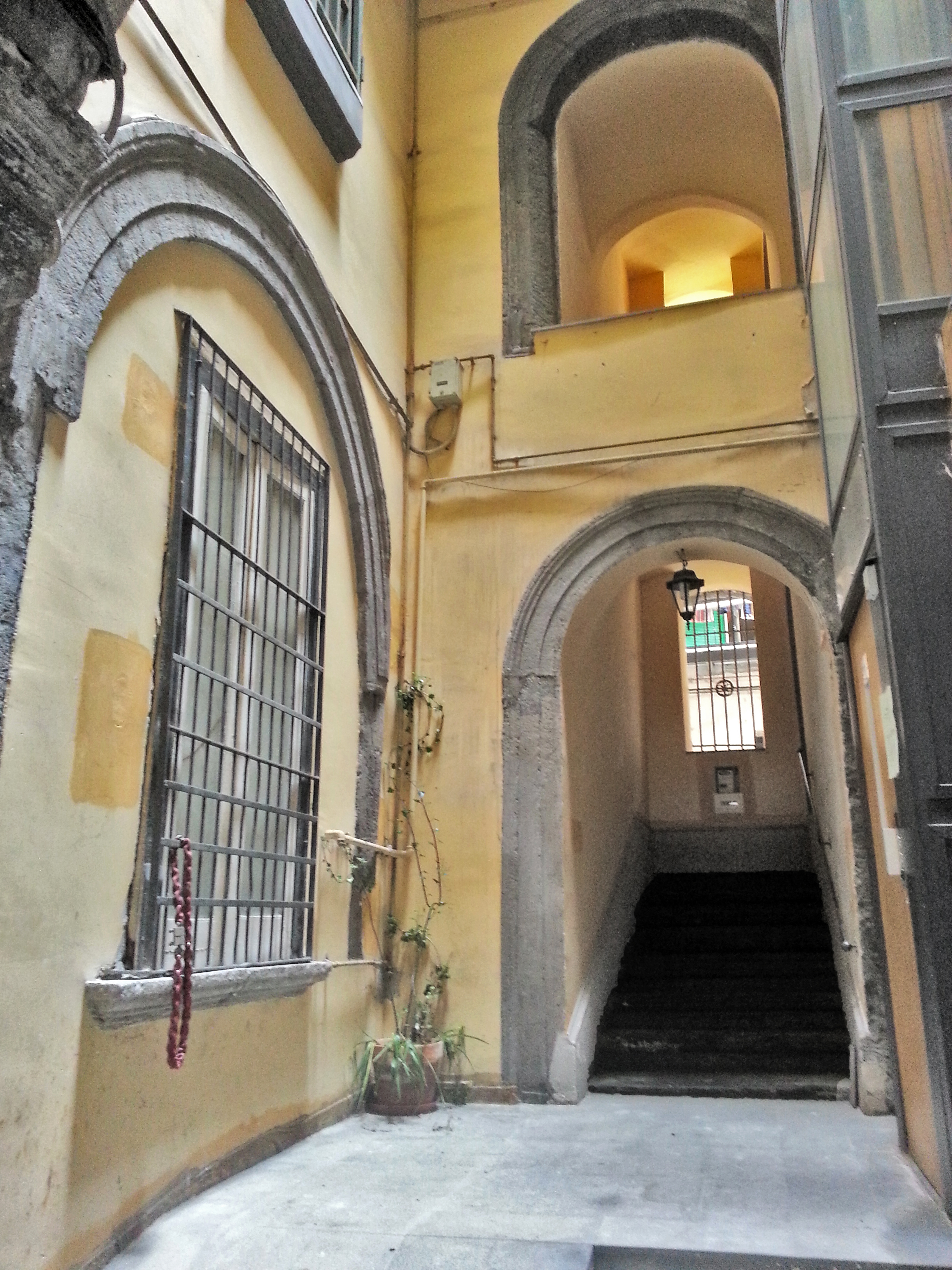
Palazzo in Via Santa Chiara 26 in Neapel: Detail der offenen Treppe

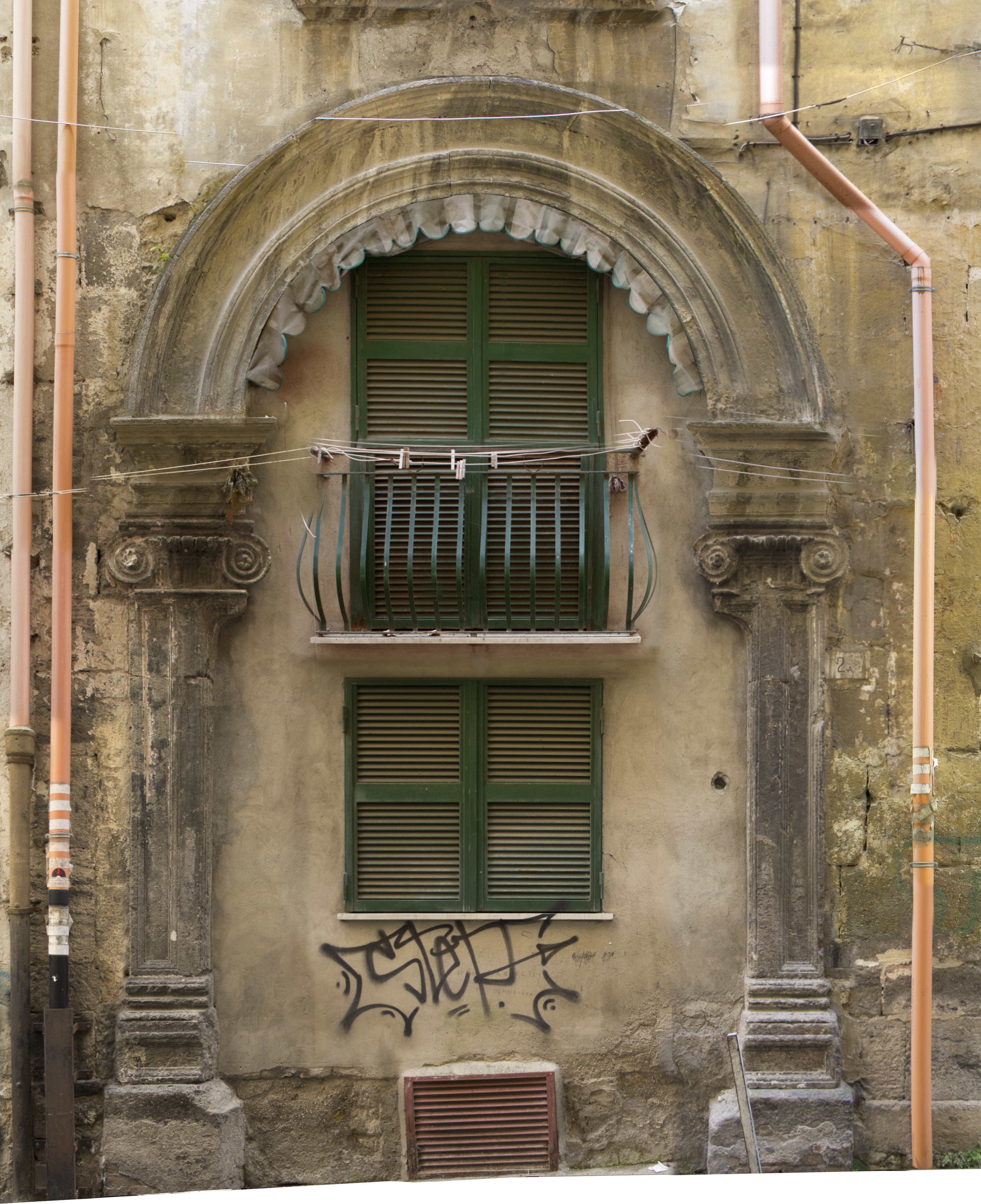
Bogen im Stil Mormandos am Vico II Foglie a Santa Chiara.

Der Palazzo in Via Santa Chiara 26 ist ein Palast aus dem 15. Jahrhundert im Viertel San Giuseppe von Neapel in der italienischen Region Kampanien. Er liegt in der Via Santa Chiara, 26.

## Der Häuserblock Santa Chiara
Man kann drei Paläste mit gleicher Bauweise in der Via Santa Chiara finden, und zwar an den Hausnummern 23, 26 und 28. Alle drei Paläste weisen zusätzliche Eingangshöfe an Straßen rechtwinklig zur Via Santa Chiara auf. Sie sind vermutlich die ursprünglichen Eingänge, die heute verschlossen sind.

„An den Aufzeichnungen über den Bau von Santa Chiara und aus anderen Quellen ersieht man, das in der Zeit der Anjou in dieser Gegend keine anderen großen Gebäude vorhanden waren als die dieses Blocks. In der Renaissance, in der die heutige städtebauliche Entwicklung ihren Ausgang nahm, wurden verschiedene Gebäude errichtet, deren architektonischer Wert fast immer auf das Eingangsportal und einige Fenster begrenzt war (...)“
„Der Häuserblock entlang der Via Santa Chiara, am Vico Gargiulo und am Vico II Foglie kann auf das späte 15. Jahrhundert datiert werden (...)“

## Der Palast

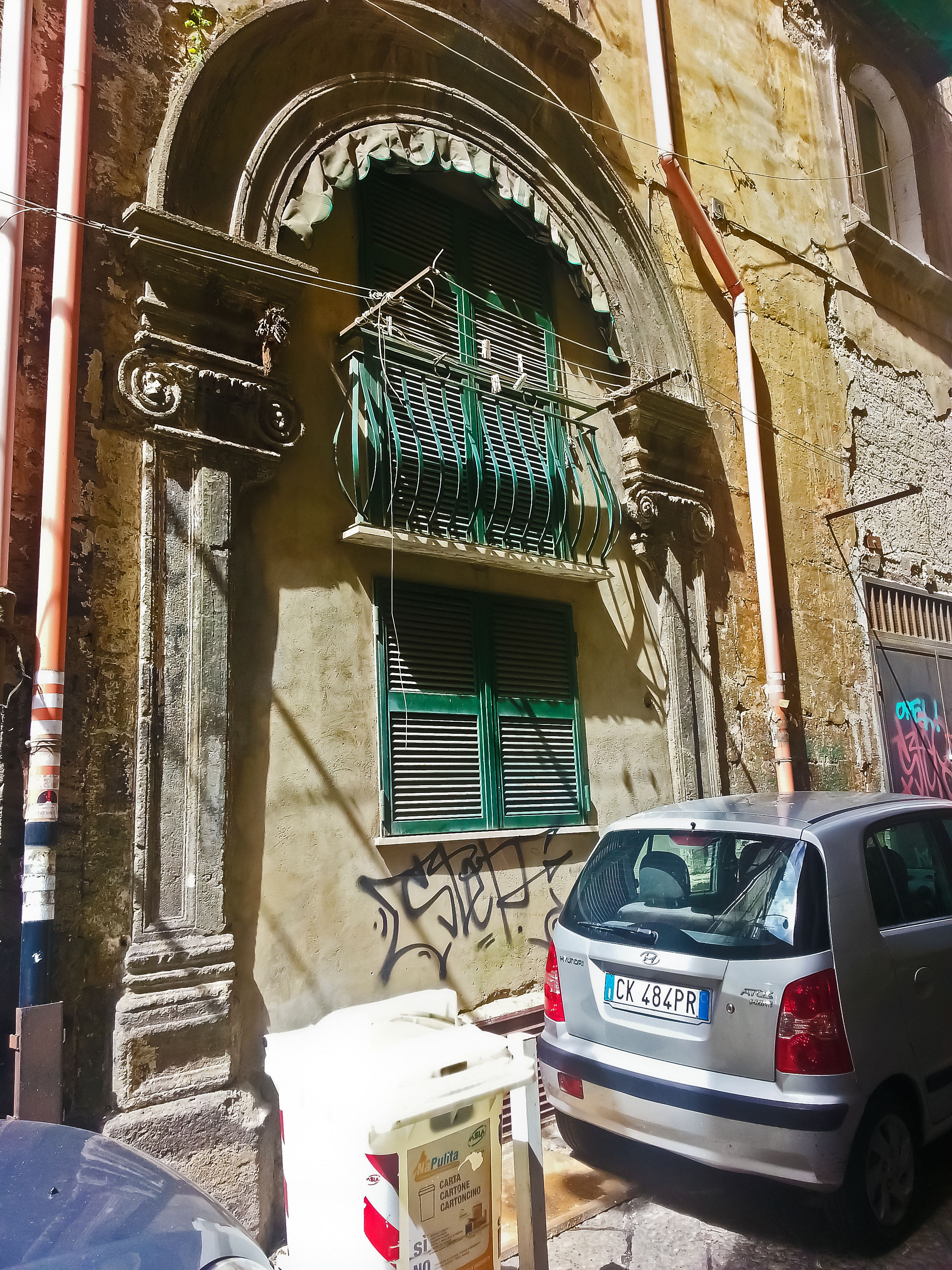
Unterer Teil des Portals

Der Palast auf Hausnummer 26 ist ein wertvolles Zeugnis der Renaissance in Neapel. Er wurde in der zweiten Hälfte des 15. Jahrhunderts errichtet und an der Fassade sieht man die Konsolen der Balkone aus Piperno und die Fenster mit ihren Rahmen aus dem gleichen Vulkangestein.
Da ursprüngliche Vestibül des Palastes liegt am Vico II Foglie a Santa Chiara, 2,

„(...) heute zugemauert und in einen Wohnraum umgewandelt zeigt es ein Portal nach Art Mormandos: Darüber hinaus befindet sich auf seiner Linken ein Balkon, der durch drei robuste Konsolen aus Piperno gestützt wird, die, zusammen mit den Rahmen der Fenster, keinen Zweifel daran lassen, dass es sich hier um Originale handelt. Dem Portal entspricht im Innenhof ein Rundbogen aus Piperno, der offensichtlich vermauert wurde, steinerne Rundbogenarkaden (...) befinden sich auf allen Seiten des Innenhofes (...)“

Im Innenhof gibt es ein zweites Vestibül, ebenfalls aus Piperno und in selber Machart.

„sicherlich ist dieses Vestibül später entstanden“

als das am Vico II Foglie a Santa Chiara.

## Galeriebilder

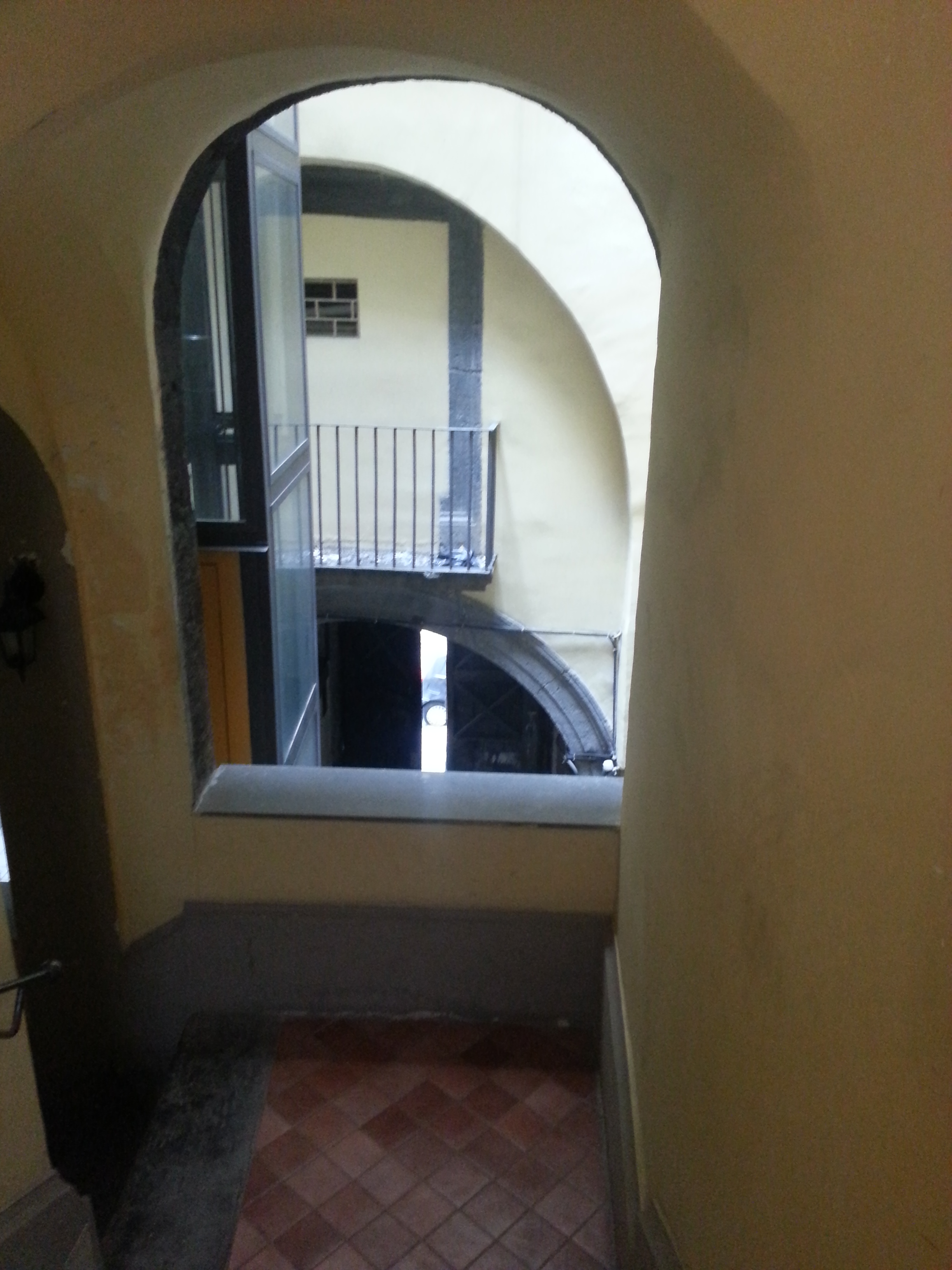
Blick vom Innenhof auf die offene Treppe
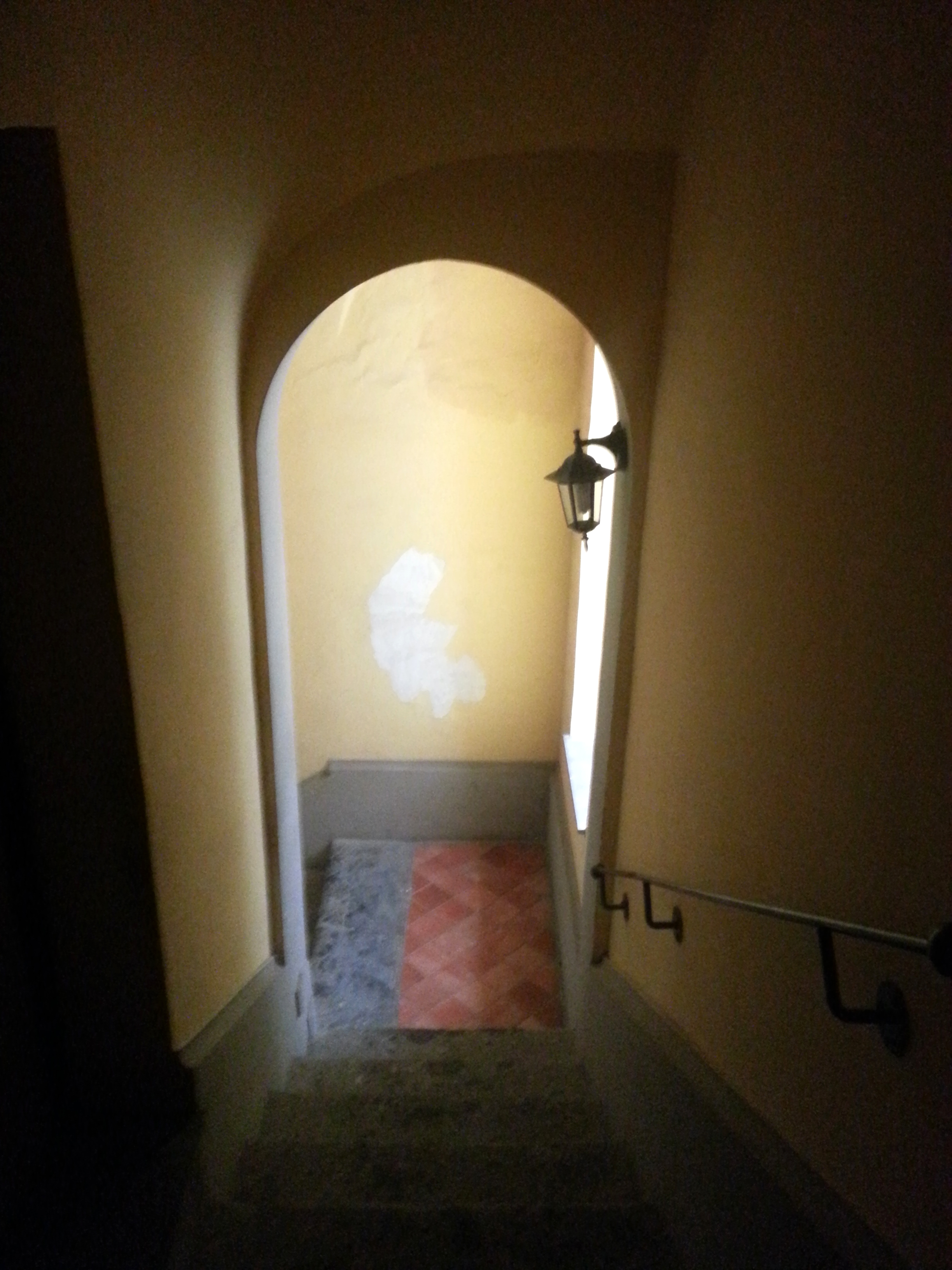
Ansicht der offenen Treppe